# عبد الباقي إبراهيم
عبد الباقي محمد إبراهيم (4 أبريل 1926 - 9 سبتمبر 2001) هو مهندس معماري مصري.

## حياته
ولد في 4 مـارس 1926 بالزقازيق وتوفي 9 سبتمبر 2001 بالقاهرة، ويعد من رواد الجيل الثاني للعمارة في مصر، ومؤسس مركز الدراسات التخطيطية و المعمارية وأسس مجلة "عالم البناء". تقلد الدكتور إبراهيم عدد من المناصب الأكاديمية والرسمية منها رئيس قسم العمارة وأستاذ التخطيط العمرانى المتفرغ بهندسة عين شمس، ومدير عام إدارة الإسكان والتشييد بالجهاز المركزى للمحاسبات.
عاصر حسن فتحي الملقب بشيخ معماريي مصر وعمل معه لفترة من الزمن، تخرج من جامعة القاهرة وابتعث إلى جامعة ليفربول عام 1955 للحصول على درجة الماجستير، اختار عبد الباقي إبراهيم أن يمكث في ليفربول لأربع سنوات كاملة، انتقل عام 1959 إلى نيوكاسل حيث أكمل دراسته للدكتوراه هناك وعاد بعدها إلى مصر. خلال سنوات عمره أمد المكتبة العربية بالعديد من المؤلفات في مختلف المجالات العمرانية، مرتكزا على المنهج الإسلامي في منظوره للعمارة والعمران، وقد أصبح مرجعا للدارسين والباحثين في هذا المجال.

## أفكاره
تعتبر رحلة عبد الباقي إبراهيم منذ عام 1949 وحتى رحيله عام 2000 رحلة طويلة أثري خلالها الحقل المعماري والعمراني المصري والعربي بالعديد من الإضافات في مجال التعليم والتأليف والنشر والممارسة المهنية والمشاركة الإيجابية في المؤتمرات والندوات في مصر والخارج داعيا إلي تأصيل الفكر المعماري من خلال الواقع الحضاري والبيئي للعالم الإسلامي والعربي.
في بداية الستينات لدى عودته من بريطانيا شارك حسن فتحي في لجان الإسكان الريفي بوزارات البحث العلمي واستمرت العلاقة وطيدة معه إلى أن أوصاه حسن فتحي قبيل رحيله بحمل رسالته الإنسانية من بعده في إسكان الفقراء، وكان لذلك أثرا كبيرا على عبد الباقي لبقية حياته التي كرسها لاكتشاف مواطن القوة والجمال في تخطيط المدينة الإسلامية ودعا إلى تأصيل هذا التخطيط واعتماده كخلفية رسمية عند تخطيط المدن الجديدة أو إعادة تخطيط المدن القائمة في بلدان العالم العربي، كما اجتهد في استنباط العناصر التراثية في العمارة الإسلامية وإعادة تقديمها بصيغة معاصرة.

## الجمعيات والمؤسسات التي أنشأها
- مؤسس مركز الدراسات التخطيطية والمعمارية. (1980)
- مؤسس مجلة «عالم البناء» المعمارية. (1980)
- مؤسس جمعية إحياء التراث التخطيطى والمعماري. (1980)
- مؤسس الجمعية المركزية لإيواء المحتاجين بالقاهرة. (1997)

## المؤهلات العلمية
- دكتواره في تخطيط المدن من جامعة نيوكاسل بإنجلترا (يونيو 1959م).
- ماجستير في التصميم الحضرى من جامعة ليفربول بإنجلترا (يوليو 1955م).
- بكالوريوس العمارة من جامعة ليفربول بإنجلترا (يونيو 1954م).
- بكالوريوس العمارة - جامعة القاهرة (الأول بامتياز) (يونيو 1949م).

## الخبرات المهنية
- استشاري المشروعات التخطيطية والمعمارية لمحافظة الإسماعيلية (1988 حتى 1995).
- استشاري المشروعات التخطيطية والمعمارية لمحافظة أسوان (1979).
- رئيس قسم العمارة وأستاذ التخطيط العمرانى المتفرغ بهندسة عين شمس حتى عام 1990.
- كبير خبراء الأمم المتحدة للتخطيط العمراني بالمملكة العربية السعودية (1973-1979).
- خبير الأمم المتحدة للتخطيط العمراني بالكويت (1968-1970).
- مدير عام إدارة الإسكان والتشييد بالجهاز المركزي للمحاسبات- تقييم الخطة وتقييم الأداء- القاهرة 1968.
- مهندس بوزارة الصحة – القاهرة (1949-1950).

## النشاط العلمي
- نظـم وأعـد وحكم وشارك في العديـد من الندوات والمؤتمرات والدورات التدريبية والمسابقات والمشروعات المعمارية والتخطيطية في الداخل والخارج.
- نشر العديد من المقالات في مجال الإسكان والتنمية العمرانية في الصحف اليومية والأسبوعية. كما شارك في عدد من البرامج الثقافية والعلمية بالتليفزيون في الداخل والخارج.

## جوائز
- جائزة الكويت للتقدم العلمي لعام (1992م) في العمارة الإسلامية.
- جائزة أحسن مؤلف معمارى عن كتاب «بناء الفكر المعمارى والعملية التصميمية» من نقابة المهندسين بالقاهرة (1991م).
- نوط الامتياز من الطبقة الأولى من رئيس جمهورية مصر العربية يوليو 1991م.
- الجائزة الأولى في تأليف تخطيط المدن من منظمة العواصم والمدن الإسلامية عن كتابه «تأصيل القيم الحضارية في بناء المدينة الإسلامية» (مارس 1989م).
- الجائزة الأولى في التأليف المعمارى من منظمة العواصم والمدن الإسلامية عن كتابه «المنظور الإسلامي للنظرية المعمارية» (مارس 1989م).
- جائزة الدولة التشجيعية للعمارة - القاهرة (1989م).
- جائزة المعمارى العربي من منظمة المدن العربية لعام 1988م والتي تمنح لمعمارى عربي متميز في إحياء التراث الإسلامي (فبراير 1988م).
- جائزة مجلس وزراء الإسكان العربي (1998).
- شهادة تقدير من كلية الهندسة جامعة القاهرة والميدالية الذهبية (1999).
- شهادة تقدير المؤتمر الخامس للمعماريين المصريين بالقاهرة (1989).

## الكتابات والمؤلفات العلمية
صدر للدكتور إيراهيم أربعة عشر كتاباً وخمسة وعشرون بحثاً ألقيت في العديد من المؤتمرات والندوات المحلية والعالمية بالإضافة إلى عشرات المقالات و منها:

### الكتب
التراث الحضارى في المدينة العربية المعاصرة
أسس التصميم
تأصيل القيم الحضارية في بناء المدينة الإسلامية
الإسكان في المدينة الإسلامية
الارتقاء بالبيئة العمرانية للمدن
كلمات صحفية في الشئون العمرانية
المنظور التاريخى لعمارة المشرق العربى
المنظور الإسلامى للنظرية المعمارية
المعماريون العرب : صلاح زيتون
المعماريون العرب : حسن فتحى
بناء الفكر المعمارى والعملية التصميمية
موسوعة :أسس التصميم المعمارى والتخطيط الحضرى
المنظور الإسلامى للتنمية العمرانية
مشوار البحث عن اصول العمارة في الاسلام – سيرة ذاتية
دراسة تحليلية في تخطيط المدن المصرية
تخطيط وتنظيم القرية العربية
دلائل اعمال التخطيط العمرانى

### الأبحاث والدراسات العلمية
رسالة الدكتوراة - تخطيط إستعمالات الأراضي الريفية بدلتا النيل